# 臺北市中正盃圍棋公開賽
臺北市中正盃圍棋公開賽是台灣圍棋的職業、業餘混合公開賽，由臺北市體育總會圍棋協會主辦，臺北市政府體育局、中華民國圍棋協會指導，台灣棋院、台北市圍棋文化協會、棋城對弈網、凌網科技協辦，2011年開辦，2017年停辦。曾是當時台灣最高規格的地方協會大賽。雖然是職業、業餘混合比賽，但歷屆冠亞軍幾乎都是由職業棋士獲得，只有2015年由韓國的業餘7段咸泳雨進過冠軍賽並獲冠軍。
臺北市體育總會曾於2008年舉辦過同名的盃賽，但是為職業、業餘混合的團體對抗賽，名為「臺北市中正盃圍棋錦標賽」，該賽於隔年改由財團法人佛乘世界文教基金會接手主辦，變成今日的佛乘盃圍棋大賽。

## 賽制與獎金
- 比賽地點：預賽為臺北市立大安國民中學，複賽為台灣棋院
- 參加資格：業餘6段以上、台灣棋院或中國圍棋會職業棋士
- 賽制：

- 職業棋士直接進入複賽
- 複賽共64人參加，去掉職業棋士參加的人數後，為預賽需勝出的選手數，以瑞士制方式選出
- 複賽共分16組每組四人循環賽，各組前2名進入決賽。
- 決賽採32人單敗淘汰賽

- 規則：一律分先，黑貼3又4分之3子。
- 用時：基本時限50分鐘，讀秒30秒3次。
- 獎金、對局費：

- 職業棋士出場費2千元
- 冠軍獎金10萬元，亞軍3萬元，季軍1萬2千元，殿軍1萬元，第五到第八名為8千、7千、6千、5千，16強為2千，32強為1千。

## 歷屆冠亞軍
| 屆次 | 年份   | 冠軍       | 亞軍       |
| ---- | ------ | ---------- | ---------- |
| 1    | 2011年 | 林至涵九段 | 林立祥四段 |
| 2    | 2012年 | 王元均五段 | 林書陽七段 |
| 3    | 2013年 | 蕭正浩八段 | 林宇翔五段 |
| 4    | 2014年 | 王元均七段 | 林立祥六段 |
| 5    | 2015年 | 咸泳雨 7段 | 許育祺初段 |
| 6    | 2016年 | 林士勛五段 | 陳祈睿四段 |
| 7    | 2017年 | 許皓鋐五段 | 林書陽八段 |